# 彭迪诺圣塞维鲁堂
彭迪诺圣塞维鲁堂（San Severo al Pendino）是一座原罗马天主教教堂，位于意大利那不勒斯市中心的主教座堂街（Via Duomo），就在大圣乔治堂（San Giorgio Maggiore）以南 毗邻加埃塔诺·菲兰吉里博物馆（Museo Civico Gaetano Filangieri）。

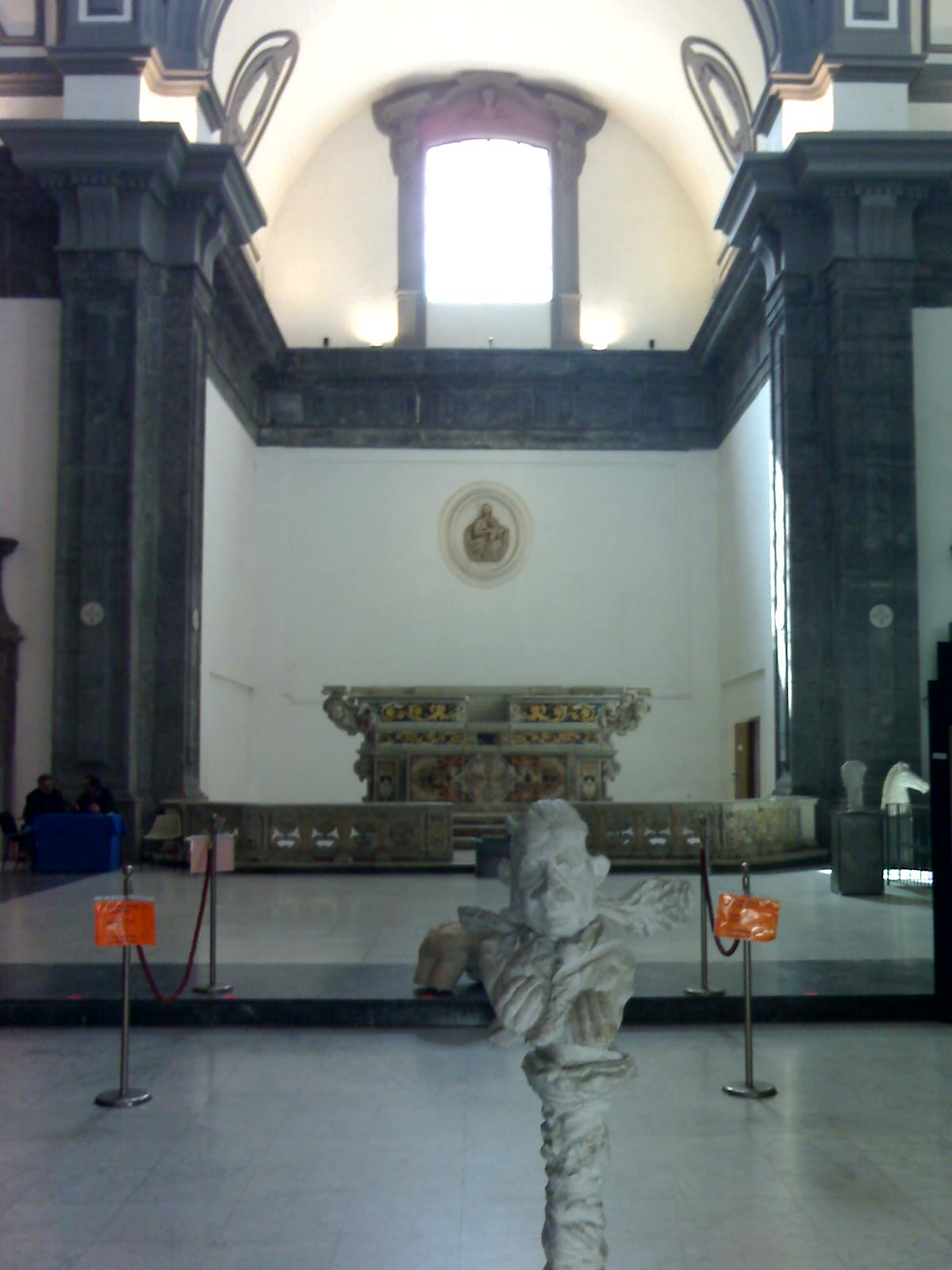
中殿

## 历史
该教堂始建于1448年，与卡拉乔洛（Caracciolo）伯多禄医院同时成立,是附近的大圣乔治堂（San Giorgio Maggiore）的修道院长。
1550年，教堂被让给多明我会。1587年，该修会收购了附近的科莫宫（Palazzo Como）用作修道院。从1599年到1620年，该教堂由乔万·贾科莫·迪·康福托进行了重大重建，赋予了建筑一种晚期风格主义风格。后来在18世纪，装饰为巴洛克风格，包括楼梯与精心雕刻的栏杆。

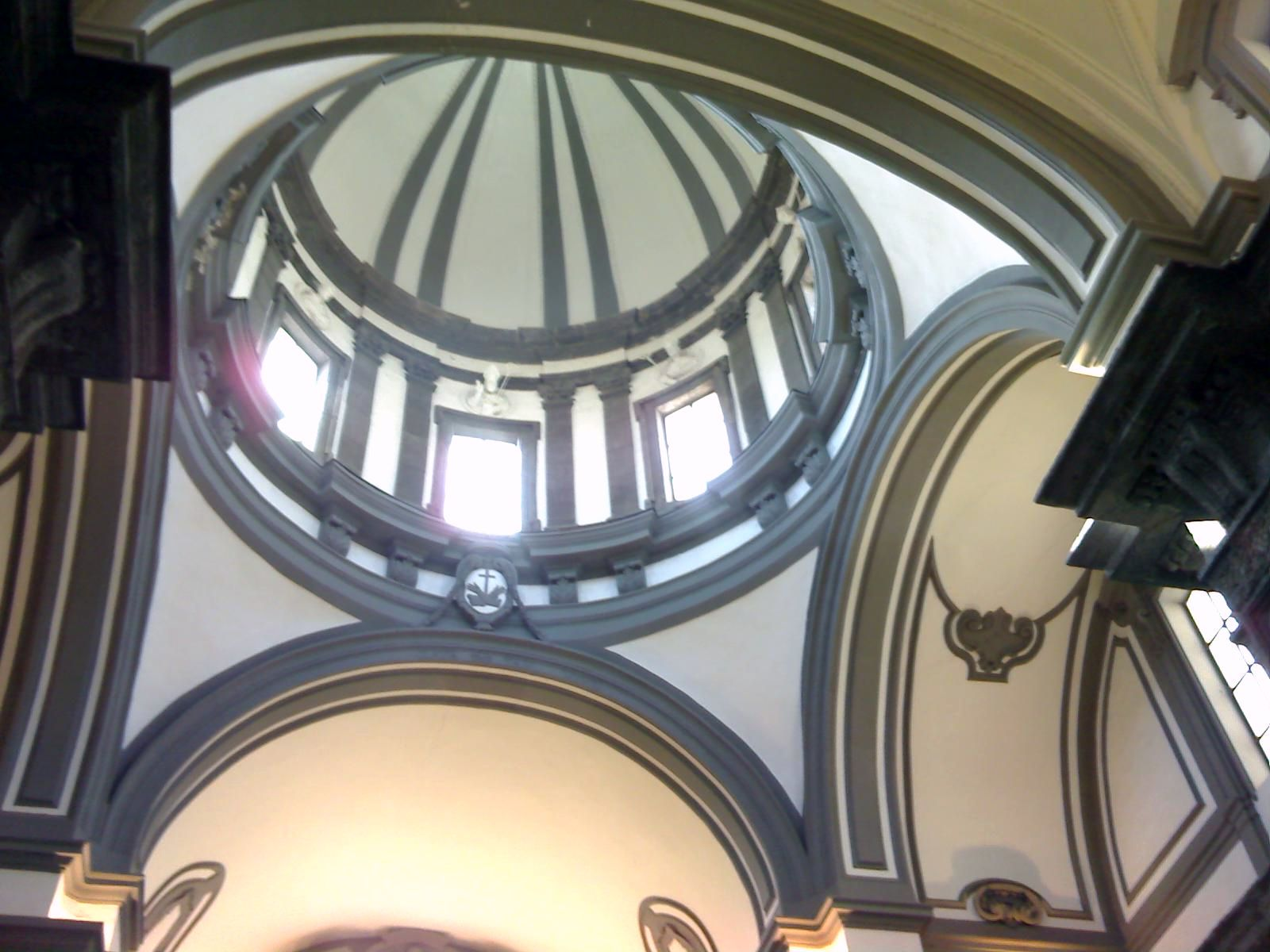
穹顶

1818年，该建筑成为那不勒斯国家档案馆的第一个馆址。归还多明我会时，建筑群于1845年由菲利波·博塔重建，但在1863年，修道院被取缔，建筑改为养老院。重修主教座堂街时，缩短了中殿，拆除了教堂的巴洛克式立面和前两个小堂。现在的立面是简化的文艺复兴风格。在第二次世界大战期间，这座教堂被用作防空洞，但因1980年的地震而遭到破坏。教堂已经修复，但已改为世俗用途，用于展览和会议。

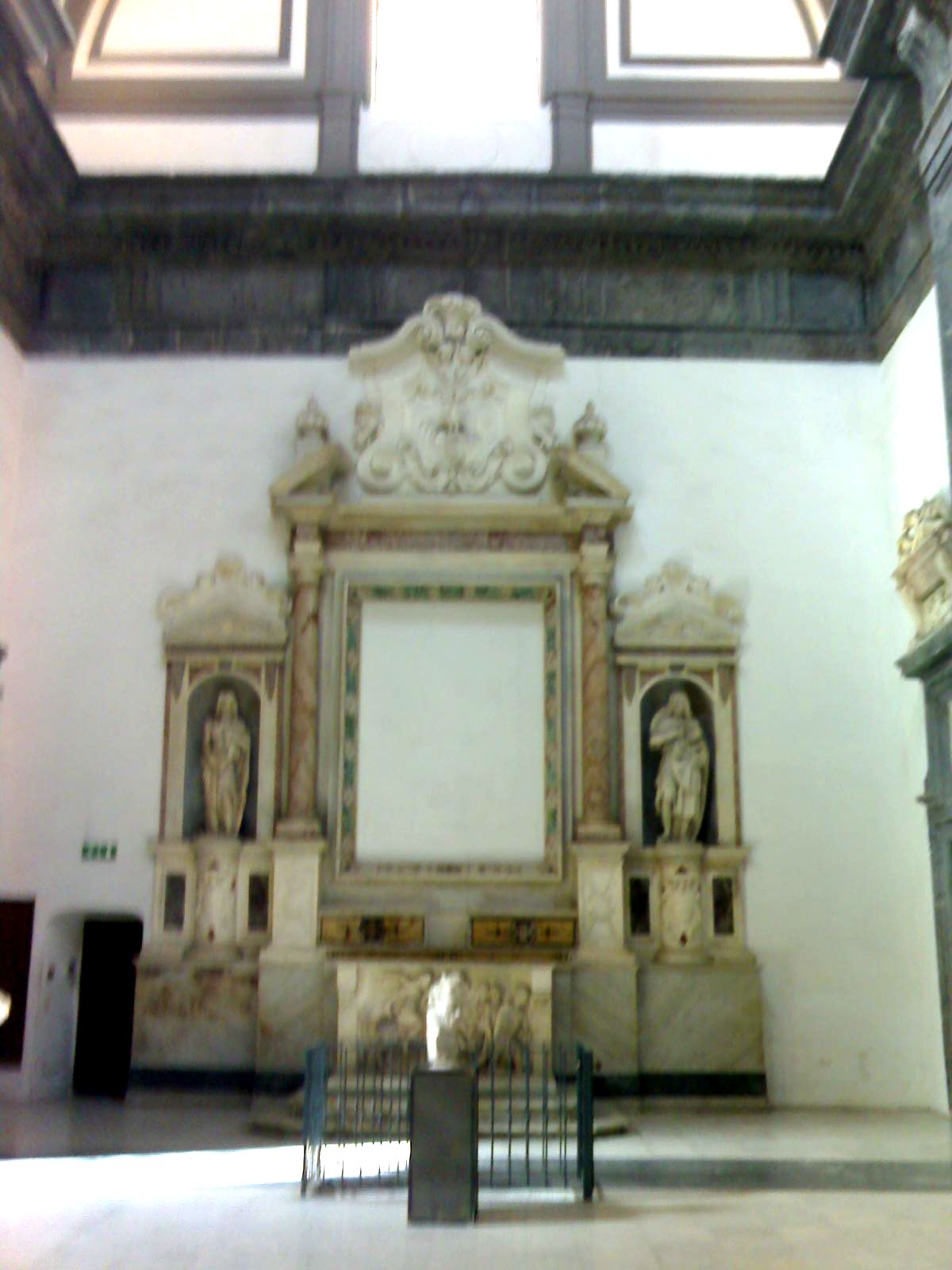
乔瓦尼·阿方索·比斯瓦洛墓

内部为希腊十字平面，17世纪的装饰。祭坛由多色大理石制成，右侧耳堂有乔瓦尼·阿方索·比斯瓦洛墓，由吉罗拉莫·德奥里亚雕刻于1617年。最初有一幅卢卡·焦尔达诺的油画。